# Faro Primero de Mayo
Der Faro Primero de Mayo ist ein argentinischer Leuchtturm in der Antarktis. Er wurde 1942 auf der Lambdainsel im Palmer-Archipel vor der Nordwestküste der Antarktischen Halbinsel errichtet.

## Geschichte und Architektur
1942 unternahm Argentinien seine erste Antarktisexpedition. Das 1888 auf der Kieler Schiffswerft des Georg Howaldt gebaute Dampfschiff ARA Primero de Mayo, ein Transportschiff der argentinischen Marine, fuhr unter dem Befehl von Kapitän Alberto José Oddera (1900–1965) nach den Südlichen Shetlandinseln, den Melchior- und den Argentinischen Inseln. Diese wurden formal in Besitz genommen und bilden seitdem den Kern des von Argentinien beanspruchten Antarktisterritoriums. Im Februar wurde der Faro Primero de Mayo am Ostkap der Lambdainsel errichtet, die die Argentinier in isla 1º de Mayo umbenannten. Er wurde ebenfalls nach dem Expeditionsschiff benannt und am 1. März 1942 in Betrieb genommen.
Der Leuchtturm ist eine elf Meter hohe rote Eisenkonstruktion in Form eines Pyramidenstumpfes. In seinem zweiten Segment ist ein orange lackierter Aufbewahrungsbehälter angebracht. Im antarktischen Sommer 2001/2002 wurde von Acetylen auf elektrischen Betrieb mit einer Lichtstärke von 75 cd umgestellt. Zum Einsatz kommt eine Trockenbatterie, die alle zwei Jahre gewechselt wird. Die Kennung des Faro Primero de Mayo ist ein weißer Blitz mit einer Periode von acht Sekunden.
Auf Antrag Argentiniens wurde der Leuchtturm 1972 als Historische Stätte und Denkmal HSM-29 unter den Schutz des Antarktisvertrags gestellt.